# Дитрих бургграф фон Райнек
Вижте пояснителната страница за други личности с името Дитрих фон Райнек.
Дитрих фон Райнек (на немски: Dietrich von Rheineck; * пр. 1438; † 1471) е бургграф на замък Райнек на Рейн при Брайзиг в Рейнланд-Пфалц. Да не се бърка с бургграф Дитрих фон Райнек († сл. 1278/1280).

## Произход
Той е син на бургграф Йохан V фон Райнек († сл. 1423) и съпругата му Катарина фон Даун († сл. 1499), дъщеря на Дитрих V 'Млади', господар на Даун-Брух († 1410) и Луция фон Даун († сл. 1409). Майка му Катарина фон Даун се омъжва втори път 1443 г. за Вилхелм Мор фон Валд († 1484/1485) и трети път след юни 1485 г. за Вилхелм фон Щайн († сл. 1499).
Брат е на Хайнрих фон Райнек († сл. 1461), Петер фон Райнек († 1478), бургграф на Райнек, господар на Брух-Томберг, и Йохан фон Райнек († сл. 1454).
Фамилията „фон Райнек“ измира през 1539 г.

## Фамилия
Дитрих фон Райнек се жени за Метца фон Изенбург († 1470). Те имат трима сина:
- Йохан фон Райнек (* пр. 1463; † пр. 1509), женен за Ирмгард фон Елтер, имат дъщеря Метца фон Райнек († сл. 1509), омъжена за Хайнрих фон Варсберг
- Дитрих фон Райнек (* пр. 1478; † сл. 1505)
- Якоб фон Райнек († 1500/1501), бургграф на Райнек, женен за Йоханета фон Даун († сл. 1511), има двама сина